# Charles Karle
Charles George Karle (ur. 15 maja 1898 w Filadelfii, zm. 24 czerwca 1946 w Bryn Mawr) – amerykański wioślarz, srebrny medalista olimpijski.
Wystąpił na igrzyskach olimpijskich w Amsterdamie w 1928, gdzie Amerykanie w składzie: Charles Karle, William Miller, George Healis i Ernest Bayer zdobyli srebrny medal w czwórkach bez sternika. W finale walkę o zwycięstwo przegrali Brytyjczykami o 1 sekundę. Był to jego jedyny start olimpijski.
Poza wioślarstwem uprawiał między innymi kolarstwo. Zginął w 1946, kiedy podczas treningu na rowerze został potrącony przez samochód. 